# Kosmos 1072
Kosmos 1072, sovjetski vojni navigacijski i komunikacijski satelit iz programa Kosmos. Vrste je Parus.
Lansiran je 16. siječnja 1979. godine u 17:37 s kozmodroma Pljesecka, s mjesta 132/1. Lansiran je u nisku orbitu oko planeta Zemlje raketom nosačem Kosmos-3M 11K65M. Orbita mu je 959 km u perigeju i 1014 km u apogeju. Orbitne inklinacije je 82,94°. Spacetrackov kataloški broj je 11238. COSPARova oznaka je 1979-003-A. Zemlju obilazi u 104,84 minute. 
Iz misije je ostao još jedan dio koji je ostao kružiti u niskoj orbiti. 

## Vanjske poveznice
- N2YO.com Search Satellite Database (engl.)
- Celes Trak SATCAT Format Documentation (engl.)
- Kunstman  Arhivirana inačica izvorne stranice od 12. kolovoza 2019. (Wayback Machine) Satellites in Orbit (engl.)